# Mokkurkalfi
 (signalé en mai 2025).
Si vous disposez d'ouvrages ou d'articles de référence ou si vous connaissez des sites web de qualité traitant du thème abordé ici, merci de compléter l'article en donnant les références utiles à sa vérifiabilité et en les liant à la section « Notes et références ».
- Archive Wikiwix
- Bing
- Cairn
- DuckDuckGo
- E. Universalis
- Gallica
- Google
- G. Books
- G. News
- G. Scholar
- Persée
- Qwant
- (zh) Baidu
- (ru) Yandex
- (wd) trouver des œuvres sur Wikidata

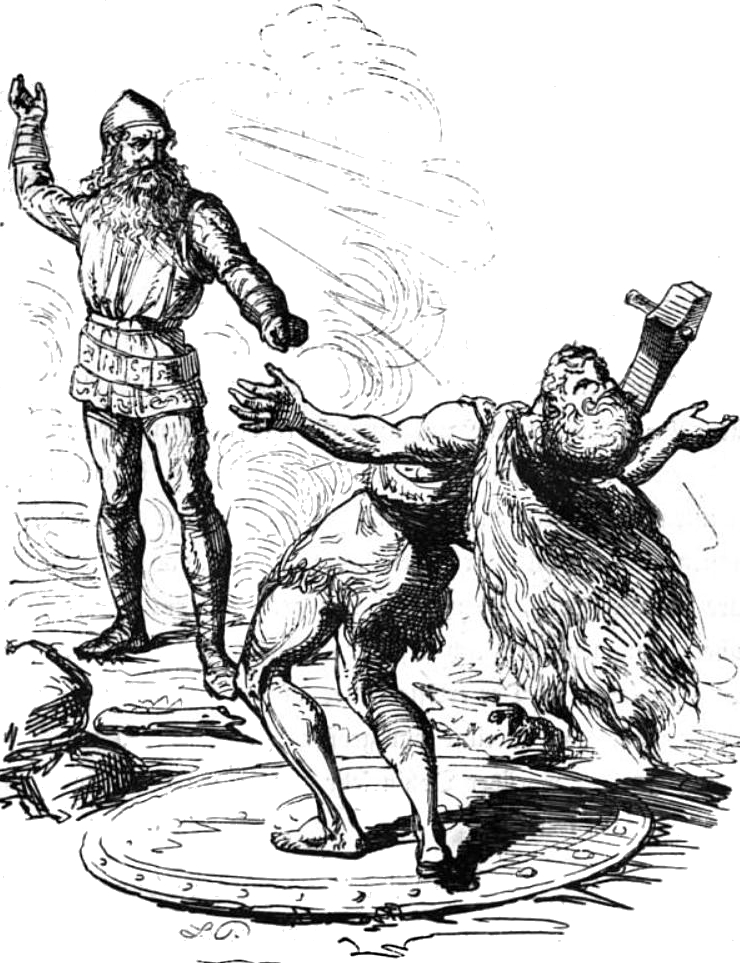
Thor tue Hrungnir, illustration de Ludwig Pietsch (1865)

Mokkurkalfi (v. isl. Mǫkkurkálfi) est, dans la mythologie nordique, un homme d'argile mesurant neuf lieues de haut et dont le torse fait trois lieues de large ; il avait été fabriqué par les géants pour combattre aux côtés de Hrungnir lors d'un combat singulier contre Thor. Hrungnir avait défié Thor alors qu'il était à un banquet à Ásgard, sous la protection d'Odin, mais sans ses armes. Les géants fabriquèrent donc ce monstre d'argile et lui donnèrent le cœur encore palpitant d'une jument pour lui insufler la vie.
Mokkurkalfi était très effrayé et on dit qu'il urina de peur en apercevant Thor arriver. Il est tué par Thialfi, qui accompagnait Thor au cours de ce combat et Snorri Sturluson ajoute dans les Skáldskaparmál que Mokkurkalfi tombe avec peu de gloire.